# Handle with Care (film, 1922)

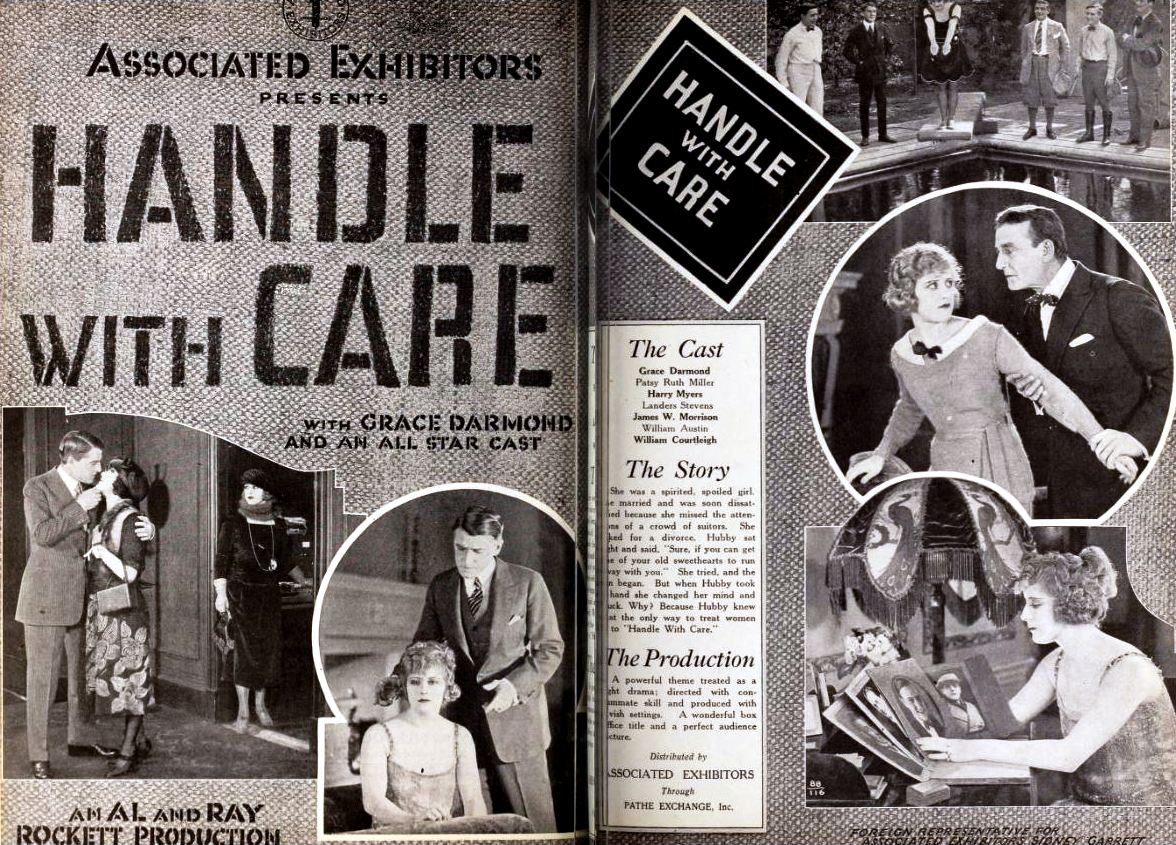
Réclame pour le film dans Exhibitor Herald.

Pour les articles homonymes, voir Handle with Care.
Handle with Care est un film américain réalisé par Phil Rosen, sorti en 1922.

## Fiche technique
- Réalisation : Phil Rosen
- Scénario : 	Will M. Ritchie
- Producteurs : Al Rockett (en), Ray Rockett
- Photographie : 	Philip Hurn
- Durée : 5 bobines[1]
- Date de sortie : 22 janvier 1922 : USA

## Distribution

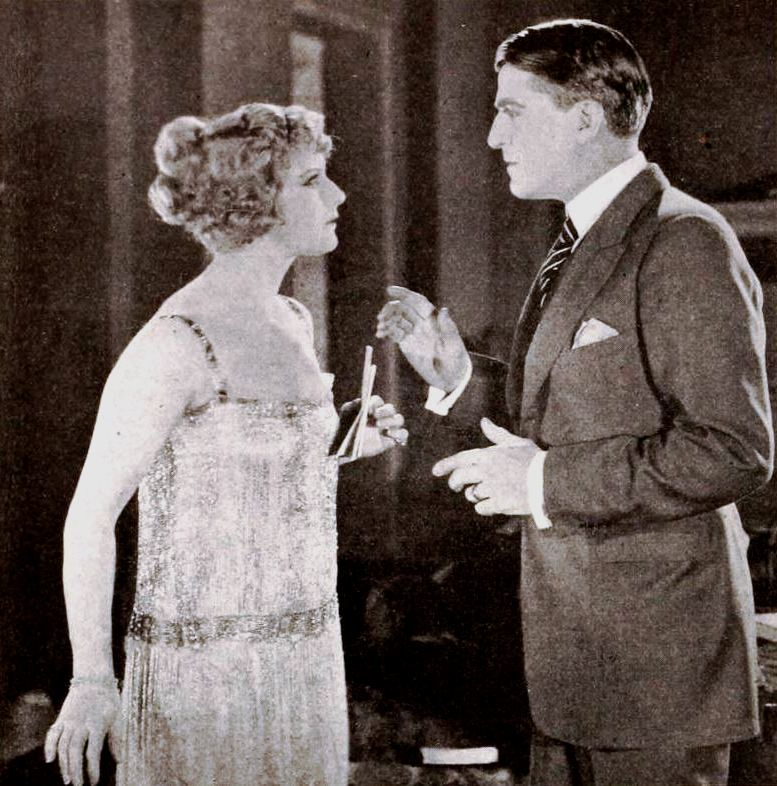
Grace Darmond et Landers Stevens dans une scène du film.

- Grace Darmond : Jeanne Lee
- Harry Myers : Ned Picard
- James Morrison : Phil Burnham
- Landers Stevens : David Norris
- William Austin : Peter Carter
- William Courtleigh : MacCullough
- Patsy Ruth Miller : Marian